# Tug of War (álbum de Carly Rae Jepsen)
Tug of War é o álbum de estréia da cantora e compositora canadense Carly Rae Jepsen, que ficou em terceiro lugar na quinta temporada de Canadian Idol. O álbum foi produzido pelo compositor e produtor musical canadense Ryan Stewart. Inicialmente, o álbum foi lançado em 3 de setembro de 2008 apenas no Canadá, através da gravadora independente MapleMusic Recordings da Fontana North. Entretanto, foi posteriormente distribuído mundialmente pela 604 Records, após Jepsen assinar com a gravadora em 2011, incluindo um lançamento digital na iTunes Store estadunidense em 14 de junho. Em 2013, o álbum foi lançado em CD nos Estados Unidos, sendo comercializado pela Alliance Entertainment. Em julho de 2015, o álbum foi lançado em vinil na Europa. 

## Divulgação e lançamento
O primeiro single do álbum, um cover da canção "Sunshine on My Shoulders" de John Denver, foi lançado na iTunes Store em 16 de junho de 2008. O segundo single, "Tug of War", foi lançado na iTunes Store em 16 de setembro de 2008, e alcançou a 36ª posição da Canadian Hot 100. O videoclipe foi lançado em janeiro de 2009. O terceiro single, "Bucket", alcançou a 32ª posição da parada de singles canadense e contém sample da canção infantil "There's a Hole in My Bucket". O videoclipe da canção foi lançado em maio de 2009. O quarto e último single do álbum foi "Sour Candy", uma colaboração com Josh Ramsay do Marianas Trench. Ramsay também produziu a referida canção, sendo a única do projeto que não foi produzida pelo produtor principal do álbum, Ryan Stewart.
Em junho de 2012, o álbum já havia vendido mais de 10.000 cópias no Canadá.

## Lista de faixas
Todas as faixas foram escritas por Carly Rae Jepsen e Ryan Stewart, exceto onde indicado, e produzidas por Stewart, exceto "Sour Candy", produzida por Josh Ramsay.
| Tug of War – Edição padrão |                            |                                    |         |  |
| N.º                        | Título                     | Compositor(es)                     | Duração |  |
| 1.                         | "Bucket"                   |                                    | 2:51    |  |
| 2.                         | "Tug of War"               |                                    | 3:44    |  |
| 3.                         | "Money and the Ego"        |                                    | 3:10    |  |
| 4.                         | "Tell Me"                  |                                    | 2:20    |  |
| 5.                         | "Heavy Lifting"            |                                    | 3:41    |  |
| 6.                         | "Sunshine on My Shoulders" | John Denver Dick Kniss Mike Taylor | 3:35    |  |
| 7.                         | "Worldly Matters"          |                                    | 3:21    |  |
| 8.                         | "Sweet Talker"             |                                    | 2:56    |  |
| 9.                         | "Hotel Shampoos"           |                                    | 2:52    |  |
| 10.                        | "Sour Candy"               | Jepsen Josh Ramsay                 | 3:01    |  |
| Duração total:             | Duração total:             | Duração total:                     | 31:31   |  |